# Colle Sannita
Colle Sannita község (comune) Olaszország Campania régiójában, Benevento megyében.

## Fekvése
A megye északi részén fekszik, 80 km-re északkeletre Nápolytól, 25 km-re északra a megyeszékhelytől. Határai: Baselice, Castelpagano, Castelvetere in Val Fortore, Circello, Reino, Riccia és San Marco dei Cavoti.

## Története
A normann időkben alapították. A következő századokban nemesi birtok volt. A 19. században nyerte el önállóságát, amikor a Nápolyi Királyságban felszámolták a feudalizmust.

## Népessége
A népesség számának alakulása:

## Főbb látnivalói
- Maria Santissima della Libera-templom
- Santa Maria Decorata-templom
- Madonna dell’Immacolata Concezione-templom
- Madonna dell’Annunziata-templom
- Gesù-templom
- San Giorgio Martire-templom